# Anyway (canción de Martina McBride)
Anyway es una canción coescrita y grabada por la artista norteamericana de música country Martina McBride. Fue lanzada en noviembre de 2006 luego de una aparición en los CMA Awards de 2006. Es el primer sencillo de su álbum Waking Up Laughing. McBride la escribió junto a los hermanos Warren.

## Historia
Esta canción marca la primera vez que coescribe por primera vez uno de sus sencillos. La letra, escrita por Kent Keith, está inspirada en su poema favorito de la Madre Teresa de Calcuta, cuyo título original es "The Paradoxical Commandments".
En la edición de 2007 de los Country Music Association Awards. "Anyway" fue nominado a sencillo del año y canción de año.
"Anyway" fue primero lanzado el 6 de noviembre de 2006, donde McBride interpretó la canción para promocionarla. Sin embargo, el sencillo fue lanzado en el iTunes Store el 17 de febrero de 2007.
Kristy Lee Cook canto esta canción en la séptima temporada de American Idol en 2008. En 2011, Lauren Alaina la volvió a tocar en la décima temporada de American Idol en 2011. Se la considerada una de las mejores versiones de la canción original.

## Vídeo musical
Un vídeo musical fue lanzado para la canción y fue dirigido por Deaton-Flanigen Productions. En el McBride es mostrada parada en medio de la calle con transeúntes pasado cerca de ella. Estas personas luego son mostradas paradas juntas en la acera, esperando por el semáforo que se puso en rojo. A lo largo del vídeo, los pensamientos de cada individuo aparecen como texto en la pantalla intercalados con escenas de McBride tocando en una habitación oscura con hilos azules colgando y luces blancas. El vídeo termina con la luz volviéndose verde, y todos, incluida McBride, cruzando la calle.

## Puesto en listas
"Anyway" fue el mayor hit de McBride desde 2004, alcanzando el puesto #5 en el Billboard Hot Country Songs a mediados de 2007. La canción también fue top 40 en el Billboard Hot 100.